# Uromyrtus ngoyensis
Uromyrtus ngoyensis là một loài thực vật có hoa trong Họ Đào kim nương. Loài này được (Schltr.) Burret miêu tả khoa học đầu tiên năm 1941.